# Jeskyně Dagmar
Jeskyně Dagmar je propasťovitá jeskyně ponorového charakteru, která leží na katastrálním území obce Lipovec v Moravském krasu asi 100 metrů od Ostrovského žlebu.
Jeskyně leží v Jedelském žlíbku a je svým vznikem vázána na Jedelský potok, který se propadá pod zem v propadání „V Jedlích“. V jeskyni se nacházejí propasti, z nichž největší má hloubku 28 metrů. Je zde pestrá krápníková výzdoba, z dómů vybíhají až 15 metrů vysoké komíny. Celkově má jeskyně asi 200 metrů chodeb a síní.
Novodobě byla jeskyně Dagmar objevena v roce 1959, avšak z archeologických nálezů vyplývá její užití ve 13. a 14. století, což dosvědčují nálezy střepů z tohoto období. V 17. století sloužila jeskyně jako padělatelská dílna mincí.
Práce v jeskyni probíhaly od šedesátých let 20. století a k největším objevům došlo v letech sedmdesátých. Výzkum zde provádí Česká speleologická společnost ZO 6-08 DAGMAR, který se zabývá i zkoumáním propadání „V Jedlích“ a jeskyně „U Jedelské cesty“.

## Fotografie

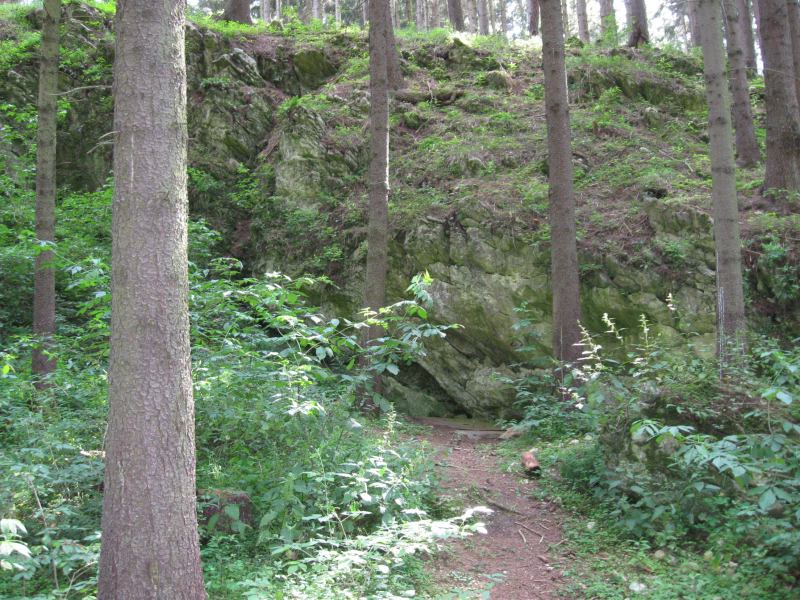
Jeskyně Dagmar
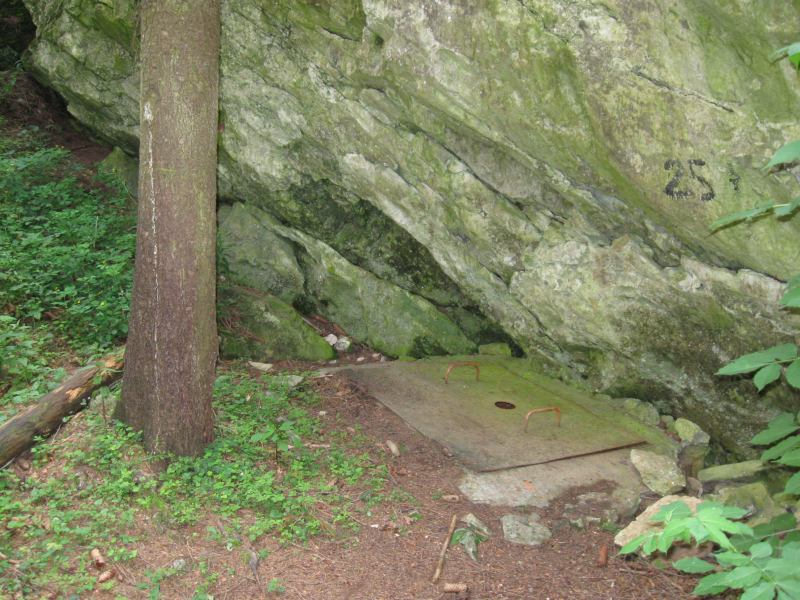
Vchod do jeskyně
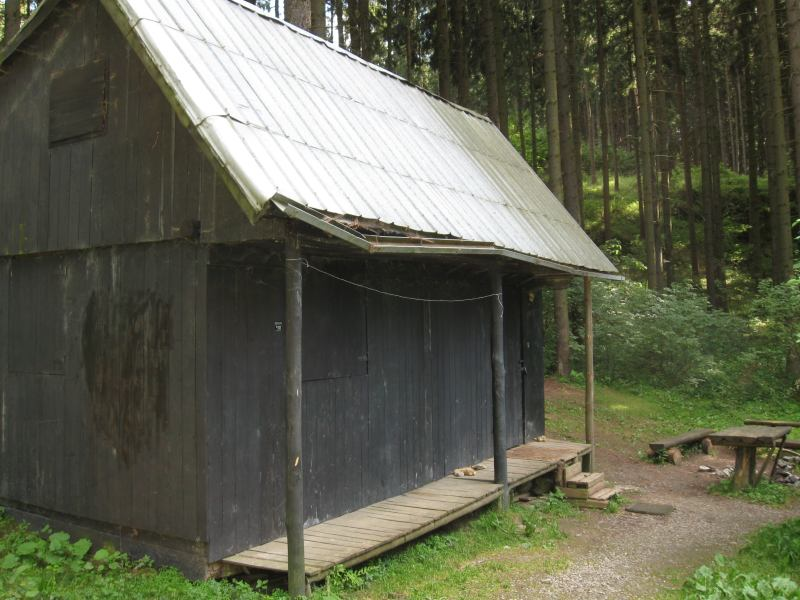
Chata speleologické společnosti
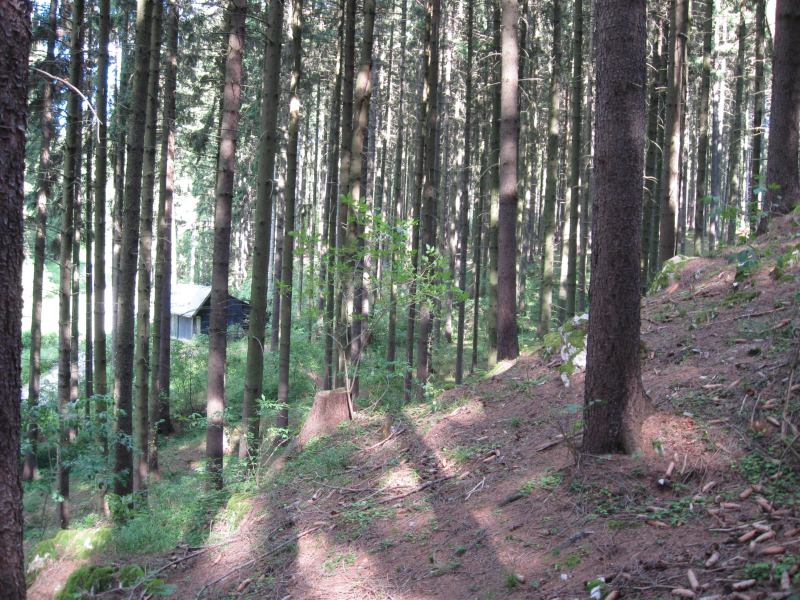
Okolí jeskyně
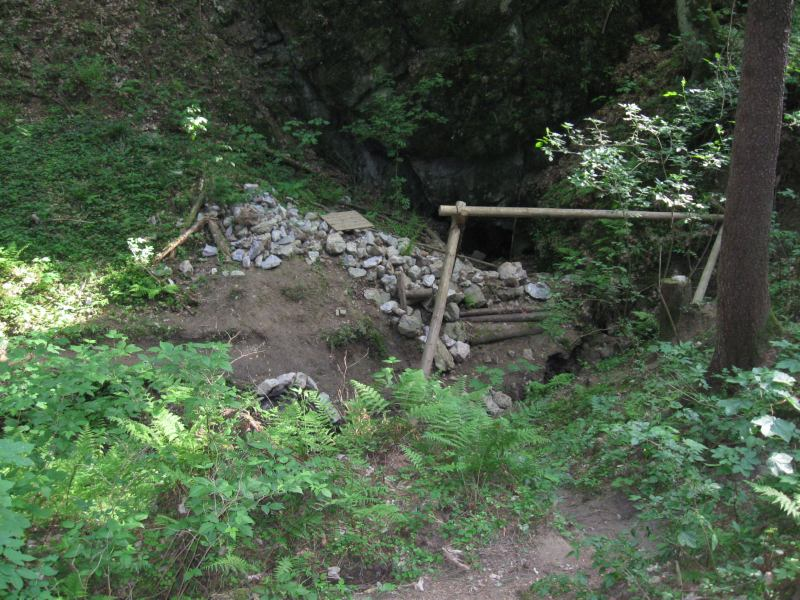
Propadání V Jedlích